# Morne Watt
Le morne Watt est un volcan de la Dominique. Il s'élève à 1 224 mètres d'altitude.

## Géographie
Le morne Watt est situé au centre de l'île, à une quinzaine de kilomètres au sud du morne Trois Pitons. Il est situé dans le parc national de Morne Trois Pitons.
Le morne Watt est un stratovolcan, il est le troisième plus haut sommet de l'île de la Dominique après le morne Diablotins et le morne Trois Pitons.

## Histoire éruptive
Une éruption majeure du morne Watt produisit des coulées pyroclastiques il y a environ 1 300 ans. Une grande éruption phréatique a eu lieu dans la vallée de la Désolation, formant une zone thermale au nord-est du morne Watt en 1880. Les cendres volcaniques sont tombées sur un large secteur à 4 km de la côte et à 10 km de l'éruption. Une petite éruption phréatique a eu lieu en juillet 1997 dans la zone de la vallée de la Désolation.